# پوتوچانگه
پوتوچانگه (به صربی: Potočanje) یک منطقهٔ مسکونی در صربستان است.